# Datamanagementplan
Een datamanagementplan of DMP  is een document waarin wordt beschreven hoe je met onderzoeksdata van plan bent om te gaan tijdens onderzoek en nadat het onderzoeksproject is afgerond.
Het doel van een datamanagementplan is om de vele aspecten van data management te beschrijven, zoals metadata generatie, versiebeheer en behoud van data en analyse, voordat het onderzoeksproject begint.
Dit zorgt ervoor dat de gegevens goed worden beheerd en zijn voorbereid voor behoud in de toekomst.

## Belang
Het voorbereiden van een databeheersplan voordat de gegevens worden verzameld zorgt ervoor dat de gegevens in het juiste formaat, goed georganiseerd verzameld worden en beter worden geannoteerd. Dit lijkt initieel vertragend, maar bespaart tijd op de lange termijn. Het voorkomt de noodzaak om de gegevens te reorganiseren achteraf.
Het verhoogt hiermee de efficiency van het onderzoek. Een onderdeel van een goed datamanagementplan is data-archivering en conservering.
Door vooraf te beslissen over een archief, kan de data verzamelaar de data tijdens het verzamelen in het juiste formaat opmaken, ook voor toekomstige verwerkingen. 
Wanneer gegevens worden bewaard, zijn ze relevanter, omdat ze kunnen worden hergebruikt door andere onderzoekers. Gegevens die worden bewaard hebben kunnen leiden tot nieuwe, onverwachte ontdekkingen en verhinderen dubbele uitvoering van wetenschappelijke studies. 
Data-archivering verlaagt ook de kans op verlies van data. Steeds meer financiers vereisen databeheerplannen bij het onderzoeksvoorstel.

## Componenten
- informatie over data en dataformaat, bijvoorbeeld een open standaard
- metadata content en formaat
- voorwaarden van toegang, delen en hergebruiken[3], bijvoorbeeld open access
- langdurige opslag en datamanagement
- budget voor dataverwerking en opslag

## Hulpmiddelen
Er worden hulpmiddelen om datamanagementplannen te schrijven ontwikkeld. Ook zijn er online een aantal hulpmiddelen beschikbaar.